# Anadelphia hamata
Anadelphia hamata är en gräsart som beskrevs av Otto Stapf. Anadelphia hamata ingår i släktet Anadelphia och familjen gräs. Inga underarter finns listade i Catalogue of Life.